# UV涂料
UV涂料指利用紫外線辐射固化的涂料。UV固化涂料可应用于油墨印刷并曝光于UV辐照。其固含量可高达100%，因此没有挥发组分而不污染环境。高固含量还能使其应用于很薄的膜。UV固化涂料还可应用于涂布玻璃和塑料，木材，铝质饮料瓶等。